# Collegio elettorale di Mantova (Regno d'Italia)
Il collegio elettorale di Mantova è stato un collegio elettorale uninominale e di lista del Regno d'Italia per l'elezione della Camera dei deputati.

## Storia
Il collegio uninominale venne istituito, insieme ad altri 49, tramite regio decreto 13 ottobre 1866, n. 3282, aggiungendosi ai 443 collegi già definiti nel 1861.
Successivamente divenne collegio plurinominale tramite regio decreto 24 settembre 1882, n. 999, in seguito alla riforma che stabilì complessivamente 135 collegi elettorali.
Tornò poi ad essere un collegio uninominale tramite regio decreto 14 giugno 1891, n. 280, in seguito alla riforma che stabilì complessivamente 508 collegi elettorali.
In seguito divenne un collegio con scrutinio di lista con sistema proporzionale tramite regio decreto 10 settembre 1919, n. 1576, in seguito alla riforma che definì 54 collegi elettorali.
Il numero di collegi fu ridotto tramite regio decreto 2 aprile 1921, n. 320, in seguito alla riforma che definì 40 collegi elettorali.
Fu soppresso definitivamente con l'istituzione del collegio unico nazionale tramite regio decreto del 13 dicembre 1923, n. 2694.
| Legislature           | VIII | IX   | X    | XI   | XII  | XIII | XIV  | XV   | XVI  | XVII | XVIII | XIX  | XX   | XXI  | XXII | XXIII | XXIV | XXV  | XXVI | XXVII | XXVIII | XXIX | XXX  |
| --------------------- | ---- | ---- | ---- | ---- | ---- | ---- | ---- | ---- | ---- | ---- | ----- | ---- | ---- | ---- | ---- | ----- | ---- | ---- | ---- | ----- | ------ | ---- | ---- |
| Elezioni              | 1861 | 1865 | 1867 | 1870 | 1874 | 1876 | 1880 | 1882 | 1886 | 1890 | 1892  | 1895 | 1897 | 1900 | 1904 | 1909  | 1913 | 1919 | 1921 | 1924  | 1929   | 1934 | 1939 |
| Deputati nel collegio |      | 1    | 1    | 1    | 1    | 1    | 1    | 5    | 5    | 5    | 1     | 1    | 1    | 1    | 1    | 1     | 1    | 5    | 10   |       |        |      |      |
|                       |      |      |      |      |      |      |      |      |      |      |       |      |      |      |      |       |      |      |      |       |        |      |      |
| Totale eletti         | 443  | 493  | 493  | 508  | 508  | 508  | 508  | 508  | 508  | 508  | 508   | 508  | 508  | 508  | 508  | 508   | 508  | 508  | 535  | 535   | 400    | 400  |      |
| Numero collegi        | 443  | 493  | 493  | 508  | 508  | 508  | 508  | 135  | 135  | 135  | 508   | 508  | 508  | 508  | 508  | 508   | 508  | 54   | 40   | 15    | 1      | 1    |      |

## Territorio
Nel 1919 Mantova divenne capoluogo del collegio comprendente l'intera provincia; nel 1921 il collegio inglobò anche la provincia di Cremona.

## Dati elettorali
Nel collegio si svolsero elezioni per diciotto legislature.

### IX legislatura
Le votazioni si svolsero in 493 collegi uninominali a doppio turno con la stessa normativa precedente (al primo turno un numero di voti maggiore di un terzo degli iscritti al voto).
| Partito                            | Partito                            | Candidato                          | Primo turno 25 novembre 1866 | Primo turno 25 novembre 1866 | Ballottaggio 2 dicembre 1866 | Ballottaggio 2 dicembre 1866 |
| Partito                            | Partito                            | Candidato                          | Voti                         | %                            | Voti                         | %                            |
| ---------------------------------- | ---------------------------------- | ---------------------------------- | ---------------------------- | ---------------------------- | ---------------------------- | ---------------------------- |
|                                    | —                                  | Antonio Arrivabene                 | 547                          | 69,24                        | 688                          | 79,72                        |
|                                    | —                                  | Costanzo Giani                     | 131                          | 16,58                        | 175                          | 20,28                        |
|                                    | —                                  | Eugenio Giani                      | 112                          | 14,18                        |                              |                              |
|                                    |                                    |                                    |                              |                              |                              |                              |
| Iscritti                           | Iscritti                           | Iscritti                           | 1 873                        | 100,00                       | 1 873                        | 100,00                       |
| ↳ Votanti (% su iscritti)          | ↳ Votanti (% su iscritti)          | ↳ Votanti (% su iscritti)          | 880                          | 46,98                        | 884                          | 47,20                        |
| ↳ Voti validi (% su votanti)       | ↳ Voti validi (% su votanti)       | ↳ Voti validi (% su votanti)       | 790                          | 89,77                        | 863                          | 97,62                        |
| ↳ Schede non valide (% su votanti) | ↳ Schede non valide (% su votanti) | ↳ Schede non valide (% su votanti) | 90                           | 10,23                        | 21                           | 2,38                         |
| ↳ Astenuti (% su iscritti)         | ↳ Astenuti (% su iscritti)         | ↳ Astenuti (% su iscritti)         | 993                          | 53,02                        | 989                          | 52,80                        |

### X legislatura
Le votazioni si svolsero in 493 collegi uninominali a doppio turno con la stessa normativa precedente (al primo turno un numero di voti maggiore di un terzo degli iscritti al voto).
| Partito                            | Partito                            | Candidato                          | Primo turno 10 marzo 1867 | Primo turno 10 marzo 1867 | Ballottaggio 17 marzo 1867 | Ballottaggio 17 marzo 1867 |
| Partito                            | Partito                            | Candidato                          | Voti                      | %                         | Voti                       | %                          |
| ---------------------------------- | ---------------------------------- | ---------------------------------- | ------------------------- | ------------------------- | -------------------------- | -------------------------- |
|                                    | —                                  | Giuseppe Garibaldi                 | 505                       | 59,06                     | 67                         | 13,81                      |
|                                    | —                                  | Antonio Arrivabene                 | 350                       | 40,94                     | 418                        | 86,19                      |
|                                    |                                    |                                    |                           |                           |                            |                            |
| Iscritti                           | Iscritti                           | Iscritti                           | 1 679                     | 100,00                    | 1 679                      | 100,00                     |
| ↳ Votanti (% su iscritti)          | ↳ Votanti (% su iscritti)          | ↳ Votanti (% su iscritti)          | 917                       | 54,62                     | 1 093                      | 65,10                      |
| ↳ Voti validi (% su votanti)       | ↳ Voti validi (% su votanti)       | ↳ Voti validi (% su votanti)       | 855                       | 93,24                     | 485                        | 44,37                      |
| ↳ Schede non valide (% su votanti) | ↳ Schede non valide (% su votanti) | ↳ Schede non valide (% su votanti) | 62                        | 6,76                      | 608                        | 55,63                      |
| ↳ Astenuti (% su iscritti)         | ↳ Astenuti (% su iscritti)         | ↳ Astenuti (% su iscritti)         | 762                       | 45,38                     | 586                        | 34,90                      |

Fu annullata l'elezione il 6 aprile 1867 nel dubbio che certi disordini e tumulti avvenuti il giorno della votazione avessero potuto esercitare pressione sull'animo degli elettori e  poiché  si era iniziato un processo a carico dei provocatori dei tumulti, fu anche approvata la formula "astrazione fatta dalle risultanze del processo iniziato dall’autorità giudiziaria ". Fu indetta un'elezione supletiva  per il 5 maggio 1867
| Partito                            | Partito                            | Candidato                          | Primo turno 5 maggio 1867 | Primo turno 5 maggio 1867 | Ballottaggio 12 maggio 1867 | Ballottaggio 12 maggio 1867 |
| Partito                            | Partito                            | Candidato                          | Voti                      | %                         | Voti                        | %                           |
| ---------------------------------- | ---------------------------------- | ---------------------------------- | ------------------------- | ------------------------- | --------------------------- | --------------------------- |
|                                    | —                                  | Costanzo Giani                     | 375                       | 58,23                     | 419                         | 58,19                       |
|                                    | —                                  | Enrico Guicciardi                  | 269                       | 41,77                     | 301                         | 41,81                       |
|                                    |                                    |                                    |                           |                           |                             |                             |
| Iscritti                           | Iscritti                           | Iscritti                           | 1 693                     | 100,00                    | 1 693                       | 100,00                      |
| ↳ Votanti (% su iscritti)          | ↳ Votanti (% su iscritti)          | ↳ Votanti (% su iscritti)          | 680                       | 40,17                     | 724                         | 42,76                       |
| ↳ Voti validi (% su votanti)       | ↳ Voti validi (% su votanti)       | ↳ Voti validi (% su votanti)       | 644                       | 94,71                     | 720                         | 99,45                       |
| ↳ Schede non valide (% su votanti) | ↳ Schede non valide (% su votanti) | ↳ Schede non valide (% su votanti) | 36                        | 5,29                      | 4                           | 0,55                        |
| ↳ Astenuti (% su iscritti)         | ↳ Astenuti (% su iscritti)         | ↳ Astenuti (% su iscritti)         | 1 013                     | 59,83                     | 969                         | 57,24                       |

Fu dichiarato vacante il collegio il 28 maggio 1867 perché era  completo, al momento dell'elezione, il numero dei deputati professori. Fu indetta un'elezione suppletiva per il 16 giugno 1867
| Partito                            | Partito                            | Candidato                          | Primo turno 16 giugno 1867 | Primo turno 16 giugno 1867 | Ballottaggio 23 giugno 1867 | Ballottaggio 23 giugno 1867 |
| Partito                            | Partito                            | Candidato                          | Voti                       | %                          | Voti                        | %                           |
| ---------------------------------- | ---------------------------------- | ---------------------------------- | -------------------------- | -------------------------- | --------------------------- | --------------------------- |
|                                    | —                                  | Antonio Arrivabene                 | 390                        | 69,27                      | 483                         | 71,34                       |
|                                    | —                                  | Enrico Guastalla                   | 173                        | 30,73                      | 194                         | 28,66                       |
|                                    |                                    |                                    |                            |                            |                             |                             |
| Iscritti                           | Iscritti                           | Iscritti                           | 1 692                      | 100,00                     | 1 692                       | 100,00                      |
| ↳ Votanti (% su iscritti)          | ↳ Votanti (% su iscritti)          | ↳ Votanti (% su iscritti)          | 582                        | 34,40                      | 683                         | 40,37                       |
| ↳ Voti validi (% su votanti)       | ↳ Voti validi (% su votanti)       | ↳ Voti validi (% su votanti)       | 563                        | 96,74                      | 677                         | 99,12                       |
| ↳ Schede non valide (% su votanti) | ↳ Schede non valide (% su votanti) | ↳ Schede non valide (% su votanti) | 19                         | 3,26                       | 6                           | 0,88                        |
| ↳ Astenuti (% su iscritti)         | ↳ Astenuti (% su iscritti)         | ↳ Astenuti (% su iscritti)         | 1 110                      | 65,60                      | 1 009                       | 59,63                       |

L'onorevole Arrivabene si dimise l'11 gennaio 1868 e fu indetta un'elezione suppletiva per il 26 gennaio 1868.
| Partito                            | Partito                            | Candidato                          | Risultati 26 gennaio 1868 | Risultati 26 gennaio 1868 |
| Partito                            | Partito                            | Candidato                          | Voti                      | %                         |
| ---------------------------------- | ---------------------------------- | ---------------------------------- | ------------------------- | ------------------------- |
|                                    | —                                  | Luigi Sartoretti                   | 561                       | 88,91                     |
|                                    | —                                  | Luigi Castellazzo                  | 70                        | 11,09                     |
|                                    |                                    |                                    |                           |                           |
| Iscritti                           | Iscritti                           | Iscritti                           | 1 501                     | 100,00                    |
| ↳ Votanti (% su iscritti)          | ↳ Votanti (% su iscritti)          | ↳ Votanti (% su iscritti)          | 654                       | 43,57                     |
| ↳ Voti validi (% su votanti)       | ↳ Voti validi (% su votanti)       | ↳ Voti validi (% su votanti)       | 631                       | 96,48                     |
| ↳ Schede non valide (% su votanti) | ↳ Schede non valide (% su votanti) | ↳ Schede non valide (% su votanti) | 23                        | 3,52                      |
| ↳ Astenuti (% su iscritti)         | ↳ Astenuti (% su iscritti)         | ↳ Astenuti (% su iscritti)         | 847                       | 56,43                     |

### XI legislatura
Le votazioni si svolsero in 508 collegi uninominali a doppio turno con la normativa del 1860 (al primo turno un numero di voti maggiore di un terzo degli iscritti al voto).
| Partito                            | Partito                            | Candidato                          | Primo turno 20 novembre 1870 | Primo turno 20 novembre 1870 | Ballottaggio 27 novembre 1870 | Ballottaggio 27 novembre 1870 |
| Partito                            | Partito                            | Candidato                          | Voti                         | %                            | Voti                          | %                             |
| ---------------------------------- | ---------------------------------- | ---------------------------------- | ---------------------------- | ---------------------------- | ----------------------------- | ----------------------------- |
|                                    | —                                  | Anselmo Guerrieri Gonzaga          | 444                          | 76,42                        | 433                           | 80,33                         |
|                                    | —                                  | Luigi Castellazzo                  | 137                          | 23,58                        | 106                           | 19,67                         |
|                                    |                                    |                                    |                              |                              |                               |                               |
| Iscritti                           | Iscritti                           | Iscritti                           | 1 722                        | 100,00                       | 1 722                         | 100,00                        |
| ↳ Votanti (% su iscritti)          | ↳ Votanti (% su iscritti)          | ↳ Votanti (% su iscritti)          | 634                          | 36,82                        | 618                           | 35,89                         |
| ↳ Voti validi (% su votanti)       | ↳ Voti validi (% su votanti)       | ↳ Voti validi (% su votanti)       | 581                          | 91,64                        | 539                           | 87,22                         |
| ↳ Schede non valide (% su votanti) | ↳ Schede non valide (% su votanti) | ↳ Schede non valide (% su votanti) | 53                           | 8,36                         | 79                            | 12,78                         |
| ↳ Astenuti (% su iscritti)         | ↳ Astenuti (% su iscritti)         | ↳ Astenuti (% su iscritti)         | 1 088                        | 63,18                        | 1 104                         | 64,11                         |

### XII legislatura
Le votazioni si svolsero in 508 collegi uninominali a doppio turno con la normativa del 1860 (al primo turno un numero di voti maggiore di un terzo degli iscritti al voto).
| Partito                            | Partito                            | Candidato                          | Primo turno 8 novembre 1874 | Primo turno 8 novembre 1874 | Ballottaggio 15 novembre 1874 | Ballottaggio 15 novembre 1874 |
| Partito                            | Partito                            | Candidato                          | Voti                        | %                           | Voti                          | %                             |
| ---------------------------------- | ---------------------------------- | ---------------------------------- | --------------------------- | --------------------------- | ----------------------------- | ----------------------------- |
|                                    | —                                  | Anselmo Guerrieri Gonzaga          | 409                         | 73,56                       | 521                           | 69,75                         |
|                                    | —                                  | Giuseppe Cadenazzi                 | 147                         | 26,44                       | 226                           | 30,25                         |
|                                    |                                    |                                    |                             |                             |                               |                               |
| Iscritti                           | Iscritti                           | Iscritti                           | 1 843                       | 100,00                      | 1 843                         | 100,00                        |
| ↳ Votanti (% su iscritti)          | ↳ Votanti (% su iscritti)          | ↳ Votanti (% su iscritti)          | 592                         | 32,12                       | 750                           | 40,69                         |
| ↳ Voti validi (% su votanti)       | ↳ Voti validi (% su votanti)       | ↳ Voti validi (% su votanti)       | 556                         | 93,92                       | 747                           | 99,60                         |
| ↳ Schede non valide (% su votanti) | ↳ Schede non valide (% su votanti) | ↳ Schede non valide (% su votanti) | 36                          | 6,08                        | 3                             | 0,40                          |
| ↳ Astenuti (% su iscritti)         | ↳ Astenuti (% su iscritti)         | ↳ Astenuti (% su iscritti)         | 1 251                       | 67,88                       | 1 093                         | 59,31                         |

### XIII legislatura
Le votazioni si svolsero in 508 collegi uninominali a doppio turno con la normativa del 1860 (al primo turno un numero di voti maggiore di un terzo degli iscritti al voto).
| Partito                            | Partito                            | Candidato                          | Primo turno 5 novembre 1876 | Primo turno 5 novembre 1876 | Ballottaggio 12 novembre 1876 | Ballottaggio 12 novembre 1876 |
| Partito                            | Partito                            | Candidato                          | Voti                        | %                           | Voti                          | %                             |
| ---------------------------------- | ---------------------------------- | ---------------------------------- | --------------------------- | --------------------------- | ----------------------------- | ----------------------------- |
|                                    | —                                  | Giuseppe Cadenazzi                 | 425                         | 44,60                       | 715                           | 57,48                         |
|                                    | —                                  | Anselmo Guerrieri Gonzaga          | 528                         | 55,40                       | 529                           | 42,52                         |
|                                    |                                    |                                    |                             |                             |                               |                               |
| Iscritti                           | Iscritti                           | Iscritti                           | 1 907                       | 100,00                      | 1 907                         | 100,00                        |
| ↳ Votanti (% su iscritti)          | ↳ Votanti (% su iscritti)          | ↳ Votanti (% su iscritti)          | 997                         | 52,28                       | 1 258                         | 65,97                         |
| ↳ Voti validi (% su votanti)       | ↳ Voti validi (% su votanti)       | ↳ Voti validi (% su votanti)       | 953                         | 95,59                       | 1 244                         | 98,89                         |
| ↳ Schede non valide (% su votanti) | ↳ Schede non valide (% su votanti) | ↳ Schede non valide (% su votanti) | 44                          | 4,41                        | 14                            | 1,11                          |
| ↳ Astenuti (% su iscritti)         | ↳ Astenuti (% su iscritti)         | ↳ Astenuti (% su iscritti)         | 910                         | 47,72                       | 649                           | 34,03                         |

### XIV legislatura
Le votazioni si svolsero in 508 collegi uninominali a doppio turno con la normativa del 1860 (al primo turno un numero di voti maggiore di un terzo degli iscritti al voto).
| Partito                            | Partito                            | Candidato                          | Primo turno 16 maggio 1880 | Primo turno 16 maggio 1880 | Ballottaggio 23 maggio 1880 | Ballottaggio 23 maggio 1880 |
| Partito                            | Partito                            | Candidato                          | Voti                       | %                          | Voti                        | %                           |
| ---------------------------------- | ---------------------------------- | ---------------------------------- | -------------------------- | -------------------------- | --------------------------- | --------------------------- |
|                                    | —                                  | Cesare Bonoris                     | 614                        | 57,28                      | 754                         | 53,21                       |
|                                    | —                                  | Giuseppe Cadenazzi                 | 458                        | 42,72                      | 663                         | 46,79                       |
|                                    |                                    |                                    |                            |                            |                             |                             |
| Iscritti                           | Iscritti                           | Iscritti                           | 1 972                      | 100,00                     | 1 972                       | 100,00                      |
| ↳ Votanti (% su iscritti)          | ↳ Votanti (% su iscritti)          | ↳ Votanti (% su iscritti)          | 1 112                      | 56,39                      | 1 434                       | 72,72                       |
| ↳ Voti validi (% su votanti)       | ↳ Voti validi (% su votanti)       | ↳ Voti validi (% su votanti)       | 1 072                      | 96,40                      | 1 417                       | 98,81                       |
| ↳ Schede non valide (% su votanti) | ↳ Schede non valide (% su votanti) | ↳ Schede non valide (% su votanti) | 40                         | 3,60                       | 17                          | 1,19                        |
| ↳ Astenuti (% su iscritti)         | ↳ Astenuti (% su iscritti)         | ↳ Astenuti (% su iscritti)         | 860                        | 43,61                      | 538                         | 27,28                       |

### XV legislatura
Le votazioni si svolsero in 135 collegi plurinominali a doppio turno. Come previsto dalla legge elettorale politica del 24 settembre 1882, erano eletti al primo turno i candidati che «hanno ottenuto il maggior numero di voti, purché questo numero oltrepassi l'ottavo del numero degli elettori iscritti» (art. 74) secondo il numero di deputati previsto per il collegio; se il numero di eletti era inferiore al numero di deputati, il ballottaggio era tra i non eletti (in numero doppio rispetto ai deputati ancora da eleggere) che avevano il maggior numero di voti (art. 75) ed era eletto chi otteneva il maggior numero di voti nella seconda votazione (art. 77) oppure, in caso di ugual numero di voti, il maggiore d'età (art. 78).
| Partito                    | Partito                    | Candidato                  | Risultati 29 ottobre 1882 | Risultati 29 ottobre 1882 |
| Partito                    | Partito                    | Candidato                  | Voti                      | %                         |
| -------------------------- | -------------------------- | -------------------------- | ------------------------- | ------------------------- |
|                            | —                          | Pirro Aporti               | 7 571                     | 58,13                     |
|                            | —                          | Francesco Antonio d'Arco   | 7 015                     | 53,86                     |
|                            | —                          | Giuseppe Cadenazzi         | 5 206                     | 39,97                     |
|                            | —                          | Mario Panizza              | 4 900                     | 37,62                     |
|                            | —                          | Enrico Fabbrici            | 4 122                     | 31,65                     |
|                            | —                          | Alcibiade Moneta           | 3 683                     | 28,28                     |
|                            | —                          | Cesare Aroldi              | 3 250                     | 24,95                     |
|                            | —                          | Giuseppe Finzi             | 2 975                     | 22,84                     |
|                            | —                          | Carlo Guerrieri Gonzaga    | 2 912                     | 22,36                     |
|                            | —                          | Silvio Arrivabene          | 2 729                     | 20,95                     |
|                            | —                          | Cesare Bonoris             | 2 647                     | 20,32                     |
|                            |                            |                            |                           |                           |
| Iscritti                   | Iscritti                   | Iscritti                   | 21 081                    | 100,00                    |
| ↳ Votanti (% su iscritti)  | ↳ Votanti (% su iscritti)  | ↳ Votanti (% su iscritti)  | 13 024                    | 61,78                     |
| ↳ Astenuti (% su iscritti) | ↳ Astenuti (% su iscritti) | ↳ Astenuti (% su iscritti) | 8 057                     | 38,22                     |

### XVI legislatura
Le votazioni si svolsero in 135 collegi plurinominali a doppio turno con la normativa del 1882 (al primo turno un numero di voti maggiore di un ottavo degli iscritti al voto).
| Partito                    | Partito                    | Candidato                  | Risultati 23 maggio 1886 | Risultati 23 maggio 1886 |
| Partito                    | Partito                    | Candidato                  | Voti                     | %                        |
| -------------------------- | -------------------------- | -------------------------- | ------------------------ | ------------------------ |
|                            | —                          | Enrico Ferri               | 7 727                    | 54,79                    |
|                            | —                          | Mario Panizza              | 6 274                    | 44,48                    |
|                            | —                          | Francesco Antonio d'Arco   | 5 789                    | 41,05                    |
|                            | —                          | Alcibiade Moneta           | 5 581                    | 39,57                    |
|                            | —                          | Giuseppe Debelli           | 5 455                    | 38,68                    |
|                            | —                          | Luigi Poma                 | 4 684                    | 33,21                    |
|                            | —                          | Carlo Nievo                | 4 485                    | 31,80                    |
|                            | —                          | Pirro Aporti               | 3 679                    | 26,08                    |
|                            | —                          | Cesare Aroldi              | 3 122                    | 22,14                    |
|                            | —                          | Eugenio Sartori            | 1 934                    | 13,71                    |
|                            | —                          | Giuseppe Cadenazzi         | 1 852                    | 13,13                    |
|                            | —                          | Francesco Silibrandi       | 1 509                    | 10,70                    |
|                            |                            |                            |                          |                          |
| Iscritti                   | Iscritti                   | Iscritti                   | 23 384                   | 100,00                   |
| ↳ Votanti (% su iscritti)  | ↳ Votanti (% su iscritti)  | ↳ Votanti (% su iscritti)  | 14 104                   | 60,31                    |
| ↳ Astenuti (% su iscritti) | ↳ Astenuti (% su iscritti) | ↳ Astenuti (% su iscritti) | 9 280                    | 39,69                    |

### XVII legislatura
Le votazioni si svolsero in 135 collegi plurinominali a doppio turno con la normativa del 1882 (al primo turno un numero di voti maggiore di un ottavo degli iscritti al voto).
| Partito                    | Partito                    | Candidato                  | Risultati 23 novembre 1890 | Risultati 23 novembre 1890 |
| Partito                    | Partito                    | Candidato                  | Voti                       | %                          |
| -------------------------- | -------------------------- | -------------------------- | -------------------------- | -------------------------- |
|                            | —                          | Enrico Ferri               | 9 496                      | 61,31                      |
|                            | —                          | Francesco Antonio d'Arco   | 8 544                      | 55,17                      |
|                            | —                          | Silvio Arrivabene          | 7 011                      | 45,27                      |
|                            | —                          | Mario Panizza              | 6 974                      | 45,03                      |
|                            | —                          | Alberto Capilupi           | 6 465                      | 41,74                      |
|                            | —                          | Cesare Aroldi              | 5 909                      | 38,15                      |
|                            | —                          | Giuseppe Debelli           | 5 786                      | 37,36                      |
|                            | —                          | Natale Fiaccadori          | 4 397                      | 28,39                      |
|                            | —                          | Carlo Nievo                | 3 419                      | 22,08                      |
|                            | —                          | Alcibiade Moneta           | 393                        | 2,54                       |
|                            | —                          | Oreste Lupi                | 131                        | 0,85                       |
|                            |                            |                            |                            |                            |
| Iscritti                   | Iscritti                   | Iscritti                   | 26 202                     | 100,00                     |
| ↳ Votanti (% su iscritti)  | ↳ Votanti (% su iscritti)  | ↳ Votanti (% su iscritti)  | 15 488                     | 59,11                      |
| ↳ Astenuti (% su iscritti) | ↳ Astenuti (% su iscritti) | ↳ Astenuti (% su iscritti) | 10 714                     | 40,89                      |

### XVIII legislatura
Le votazioni si svolsero in 508 collegi uninominali a doppio turno. Come previsto dalla legge elettorale politica del 28 giugno 1892, era eletto al primo turno il candidato che «ha ottenuto un numero di voti maggiore del sesto del numero totale degli elettori iscritti nella lista del collegio e più della metà dei suffragi dati dai votanti» escludendo le schede nulle (art. 74). Se nessun candidato era eletto, al ballottaggio tra i due candidati con più voti (art. 75) era eletto chi otteneva il maggior numero di voti oppure, in caso di ugual numero di voti, il maggiore d'età (art. 77).
| Partito                            | Partito                            | Candidato                          | Risultati 6 novembre 1892 | Risultati 6 novembre 1892 |
| Partito                            | Partito                            | Candidato                          | Voti                      | %                         |
| ---------------------------------- | ---------------------------------- | ---------------------------------- | ------------------------- | ------------------------- |
|                                    | —                                  | Mario Panizza                      | 1 731                     | 57,37                     |
|                                    | —                                  | Oreste Mantovani                   | 1 286                     | 42,63                     |
|                                    |                                    |                                    |                           |                           |
| Iscritti                           | Iscritti                           | Iscritti                           | 5 512                     | 100,00                    |
| ↳ Votanti (% su iscritti)          | ↳ Votanti (% su iscritti)          | ↳ Votanti (% su iscritti)          | 3 143                     | 57,02                     |
| ↳ Voti validi (% su votanti)       | ↳ Voti validi (% su votanti)       | ↳ Voti validi (% su votanti)       | 3 017                     | 95,99                     |
| ↳ Schede non valide (% su votanti) | ↳ Schede non valide (% su votanti) | ↳ Schede non valide (% su votanti) | 126                       | 4,01                      |
| ↳ Astenuti (% su iscritti)         | ↳ Astenuti (% su iscritti)         | ↳ Astenuti (% su iscritti)         | 2 369                     | 42,98                     |

### XIX legislatura
Le votazioni si svolsero in 508 collegi uninominali a doppio turno con la normativa del 1892 (al primo turno un numero di voti maggiore di un sesto degli iscritti al voto).
| Partito                            | Partito                            | Candidato                          | Risultati 26 maggio 1895 | Risultati 26 maggio 1895 |
| Partito                            | Partito                            | Candidato                          | Voti                     | %                        |
| ---------------------------------- | ---------------------------------- | ---------------------------------- | ------------------------ | ------------------------ |
|                                    | —                                  | Alberto Capilupi                   | 1 535                    | 57,75                    |
|                                    | —                                  | Mario Panizza                      | 1 123                    | 42,25                    |
|                                    |                                    |                                    |                          |                          |
| Iscritti                           | Iscritti                           | Iscritti                           | 4 680                    | 100,00                   |
| ↳ Votanti (% su iscritti)          | ↳ Votanti (% su iscritti)          | ↳ Votanti (% su iscritti)          | 2 744                    | 58,63                    |
| ↳ Voti validi (% su votanti)       | ↳ Voti validi (% su votanti)       | ↳ Voti validi (% su votanti)       | 2 658                    | 96,87                    |
| ↳ Schede non valide (% su votanti) | ↳ Schede non valide (% su votanti) | ↳ Schede non valide (% su votanti) | 86                       | 3,13                     |
| ↳ Astenuti (% su iscritti)         | ↳ Astenuti (% su iscritti)         | ↳ Astenuti (% su iscritti)         | 1 936                    | 41,37                    |

### XX legislatura
Le votazioni si svolsero in 508 collegi uninominali a doppio turno con la normativa del 1892 (al primo turno un numero di voti maggiore di un sesto degli iscritti al voto).
| Partito                            | Partito                                                                                           | Candidato                          | Primo turno 21 marzo 1897 | Primo turno 21 marzo 1897 | Ballottaggio 28 marzo 1897 | Ballottaggio 28 marzo 1897 |
| Partito                            | Partito                                                                                           | Candidato                          | Voti                      | %                         | Voti                       | %                          |
| ---------------------------------- | ------------------------------------------------------------------------------------------------- | ---------------------------------- | ------------------------- | ------------------------- | -------------------------- | -------------------------- |
|                                    | —                                                                                                 | Fermo Rocca                        | 1 232                     | 45,43                     | 1 564                      | 50,83                      |
|                                    | —                                                                                                 | Silvio Arrivabene                  | 1 286                     | 47,42                     | 1 513                      | 49,17                      |
|                                    | —                                                                                                 | Andrea Costa                       | 194                       | 7,15                      |                            |                            |
|                                    |                                                                                                   |                                    |                           |                           |                            |                            |
| Iscritti                           | Iscritti                                                                                          | Iscritti                           | 4 589                     | 100,00                    | 4 589                      | 100,00                     |
| ↳ Votanti (% su iscritti)          | ↳ Votanti (% su iscritti)                                                                         | ↳ Votanti (% su iscritti)          | 2 812                     | 61,28                     | 3 129                      | 68,18                      |
| ↳ Voti validi (% su votanti)       | ↳ Voti validi (% su votanti)                                                                      | ↳ Voti validi (% su votanti)       | 2 712                     | 96,44                     | 3 077                      | 98,34                      |
| ↳ Schede non valide (% su votanti) | ↳ Schede non valide (% su votanti)                                                                | ↳ Schede non valide (% su votanti) | 100                       | 3,56                      | 52                         | 1,66                       |
| ↳ Astenuti (% su iscritti)         | ↳ Astenuti (% su iscritti)                                                                        | ↳ Astenuti (% su iscritti)         | 1 777                     | 38,72                     | 1 460                      | 31,82                      |
|                                    |                                                                                                   |                                    |                           |                           |                            |                            |
|                                    | Il numero dei votanti del ballottaggio viene da Statistica delle elezioni generali politiche 1900 |                                    |                           |                           |                            |                            |

### XXI legislatura
Le votazioni si svolsero in 508 collegi uninominali a doppio turno con la normativa del 1892 (al primo turno un numero di voti maggiore di un sesto degli iscritti al voto).
| Partito                            | Partito                            | Candidato                          | Risultati 3 giugno 1900 | Risultati 3 giugno 1900 |
| Partito                            | Partito                            | Candidato                          | Voti                    | %                       |
| ---------------------------------- | ---------------------------------- | ---------------------------------- | ----------------------- | ----------------------- |
|                                    | —                                  | Fermo Rocca                        | 1 903                   | 61,63                   |
|                                    | —                                  | Alberto Capilupi                   | 1 185                   | 38,37                   |
|                                    |                                    |                                    |                         |                         |
| Iscritti                           | Iscritti                           | Iscritti                           | 4 731                   | 100,00                  |
| ↳ Votanti (% su iscritti)          | ↳ Votanti (% su iscritti)          | ↳ Votanti (% su iscritti)          | 3 126                   | 66,07                   |
| ↳ Voti validi (% su votanti)       | ↳ Voti validi (% su votanti)       | ↳ Voti validi (% su votanti)       | 3 088                   | 98,78                   |
| ↳ Schede non valide (% su votanti) | ↳ Schede non valide (% su votanti) | ↳ Schede non valide (% su votanti) | 38                      | 1,22                    |
| ↳ Astenuti (% su iscritti)         | ↳ Astenuti (% su iscritti)         | ↳ Astenuti (% su iscritti)         | 1 605                   | 33,93                   |

### XXII legislatura
Le votazioni si svolsero in 508 collegi uninominali a doppio turno con la normativa del 1892 (al primo turno un numero di voti maggiore di un sesto degli iscritti al voto).

### XXIII legislatura
Le votazioni si svolsero in 508 collegi uninominali a doppio turno con la normativa del 1892 (al primo turno un numero di voti maggiore di un sesto degli iscritti al voto).

### XXIV legislatura
Le votazioni si svolsero negli stessi 508 collegi uninominali già esistenti ma, come previsto dal regio decreto del 26 giugno 1913, era eletto al primo turno il candidato che «ha ottenuto un numero di voti maggiore del decimo del numero totale degli elettori del collegio e più della metà dei suffragi dati dai votanti» escludendo le schede nulle (art. 91). Se nessun candidato era eletto, al ballottaggio tra i due candidati con più voti (art. 92) era eletto chi otteneva il maggior numero di voti oppure, in caso di ugual numero di voti, il maggiore d'età (art. 93).

### XXV legislatura
Le votazioni si svolsero in 54 collegi di lista. Come previsto dal regio decreto del 2 settembre 1919, il numero di eletti per ogni lista era calcolato sulla base dei voti di lista e sul numero di voti dei candidati al di fuori della propria lista; la graduatoria tra i candidati era calcolata sommando i voti di lista e i propri voti di preferenza sia nella lista sia fuori dalla lista (art. 84).

### XXVI legislatura
Le votazioni si svolsero in 40 collegi (39 di lista e uno uninominale) con la normativa del 1919 che per i collegi di lista stabiliva il numero di eletti per ogni lista sulla base dei voti di lista e sul numero di voti dei candidati al di fuori della propria lista.
| Partito                            | Partito                            | Risultati 15 maggio 1921 | Risultati 15 maggio 1921 | Risultati 15 maggio 1921 | Seggi | Seggi |
| Partito                            | Partito                            | Voti                     | %                        | ±                        | Num   | ±     |
| ---------------------------------- | ---------------------------------- | ------------------------ | ------------------------ | ------------------------ | ----- | ----- |
|                                    | Socialista ufficiale               | 70 210                   | 42,47                    | n.d.                     | 5     | n.d.  |
|                                    | Blocco nazionale                   | 54 409                   | 32,91                    | n.d.                     | 4     | n.d.  |
|                                    | Popolare italiano                  | 15 783                   | 9,55                     | n.d.                     | 1     | n.d.  |
|                                    | Comunista                          | 13 059                   | 7,90                     | n.d.                     | 0     | n.d.  |
|                                    | Popolari dissidenti                | 11 863                   | 7,18                     | n.d.                     | 0     | n.d.  |
|                                    |                                    |                          |                          |                          |       |       |
| Iscritti                           | Iscritti                           | 226 360                  | 100,00                   |                          |       |       |
| ↳ Votanti (% su iscritti)          | ↳ Votanti (% su iscritti)          | 167 371                  | 73,94                    | n.d.                     |       |       |
| ↳ Voti validi (% su votanti)       | ↳ Voti validi (% su votanti)       | 165 324                  | 98,78                    |                          |       |       |
| ↳ Schede non valide (% su votanti) | ↳ Schede non valide (% su votanti) | 2 047                    | 1,22                     |                          |       |       |
| ↳ Astenuti (% su iscritti)         | ↳ Astenuti (% su iscritti)         | 58 989                   | 26,06                    |                          |       |       |

| Eletti | Eletti                |
| ------ | --------------------- |
|        | Costantino Lazzari    |
|        | Enrico Ferri          |
|        | Ferdinando Cazzamalli |
|        | Enrico Dugoni         |
|        | Giuseppe Garibotti    |
|        | Ivanoe Bonomi         |
|        | Carlo Buttafochi      |
|        | Roberto Farinacci     |
|        | Giovanni Ferrari      |
|        | Guido Miglioli        |